# Zaretsjny (oblast Sverdlovsk)
Zaretsjny (Russisch: Заречный, "stad boven de rivier", bijgenaamd: 'zarik') is een kleine stad in de Russische oblast Sverdlovsk op ongeveer 50 kilometer ten oosten van de stad Jekaterinenburg. De stad ligt op 3 kilometer ten zuiden van de kerncentrale Belojarsk aan het Belojarskbekken, dat onderdeel vormt van de rivier Pysjma.
Van de ongeveer 28.000 inwoners werken ongeveer 4000 in de kerncentrale.

## Geschiedenis
De geschiedenis van Zaretsjny hangt samen met het atoomprogramma van de Sovjet-Unie. Op 9 juni 1954 werd besloten om een thermische centrale te bouwen in het district Belojarski op 15 kilometer ten noorden van het rajoncentrum Belojarski genaamd 'Belojarsk'. Vanuit de hele RSFSR kwamen mensen naar deze plaats om te helpen met het bouwen van de centrale. In 1957 werd bepaald dat Belojarsk een kerncentrale zou worden. Belojarsk werd hiermee de tweede commerciële kerncentrale van Rusland (Bij Obninsk werd de eerste kerncentrale van de wereld gebouwd). Voor de kerncentrale was echter zeer veel water vereist en besloten werd om het stroomdal van de nabijgelegen Pysjmarivier te veranderen in een stuwmeer voor de voorziening van koelwater en industrieel water voor de centrale. Hiervoor werd een stuwdam gebouwd van 260 meter lang die werd voltooid in 1958, waarmee het Belojarskoje reservoir ontstond; een kunstmatig meer met een oppervlakte van 37,1 km². De kerncentrale was bedoeld voor het aanvullen van stroomtekorten in oblast Sverdlovsk en voor het uitvoeren van experimentele testen. De constructie werd gestart op 20 mei 1958. De bouw stond onder leiding van Igor Koertsjatov, die echter nog voor de realisatie stierf. Zijn gezicht staat afgebeeld op het gebouw van de kerncentrale. De eerste kernreactor (AMB-100; voorloper van het RBMK-programma) werd opgestart op 15 juli 1963 en de energievoorziening op 26 april 1964. Op 29 december 1967 werd de tweede reactor (AMB-200) opgestart.
Zaretsjny groeide snel en werd door de Sovjets aangewezen als arbeidersnederzetting (zie ook nederzetting met stedelijk karakter).
In 1980 was de eerste reactor aan het einde van zijn levensduur en werd gestopt (de tweede volgde in 1990). De beide reactoren zijn door geldgebrek echter nog steeds niet ontmanteld. Op 8 april 1980 werd een derde vervangende reactor in gebruik genomen genaamd BN-600. De BN-600 was de tweede kweekreactor (zie ook CANDU) van Rusland en de eerste commercieel opererende kweekreactor van de wereld. Het is tot op heden (2005) de enige in Rusland en tevens de grootste ter wereld (nadat de Superphénix in Frankrijk werd gestopt). Voor de energieproductie van de BN-600 wordt MOX-brandstof gebruikt. In 1987 werd gestart met de bouw van een vierde reactor, BN-800, die echter door financiële problemen en tegenstand onder de bevolking van oblast Sverdlovsk in 1988 werd gestaakt. In 1992 werd het werk hervat, maar opnieuw stilgelegd door de economische crisis van de jaren 90 en pas hervat in 2001. De reactor moet gereed komen in 2010 om de BN-600 reactor te vervangen, die in 2015 uit productie wordt genomen. Er zijn verdere plannen voor een vijfde BN-1600 reactor op de langere termijn.
In 1992 woonden er al ongeveer 27.000 mensen in de arbeidersnederzetting, en besloten werd om Zaretsjny in dat jaar tot stad te benoemen. Er werd een project opgestart om de stad om te vormen tot een "technopolis" en de stad viel voortaan direct onder het bestuur van oblast Sverdlovsk (daarvoor stond de plaats onder het bestuur van Minatom). Het stadsbestuur stelde een project op om Zaretsjny om te vormen tot technopolis. Hiervoor werden en worden onder andere productiefaciliteiten omgebouwd om het economisch potentieel van de stad beter te benutten.
Vanwege de kerncentrale wordt het dorp bewaakt met politieposten (GAJ-verkeerspolitie) en de kerncentrale en het terrein eromheen worden extra bewaakt met politieposten en camera's. De FSB is de laatste jaren verschillende malen komen kijken of de veiligheid wel goed genoeg was gewaarborgd. In augustus 2005 werd de stuwdam afgesloten voor het gemotoriseerd verkeer in verband met de veiligheid, maar al na een paar weken werd de weg weer geopend. De alternatieve toegangsweg naar het dorp is namelijk echter slecht. In 2008 werd begonnen met de aanleg van een nieuwe weg. De stuwdam werd in 2007 voorzien van dubbele hekken en veiligheidsposten, maar is tot de voltooiing van de nieuwe weg nog wel open.
De stad bevat als bestuurlijk gebied ongeveer 30.500 inwoners, waarvan 27.800 in Zaretsjny zelf en 2700 in het plattelandsgebied eromheen. De nederzettingen Sjejelit en Mezenskoje en de dorpen Bojarka, Koermanka en Gagarka vallen ook bestuurlijk onder de stad. Van deze dorpen is Koermanka het oudst (gesticht in 1648 door oudgelovigen).

## Transport
De stad heeft geen spoorwegverbinding, maar ligt wel vlak bij een aftakking van de federale hoofdweg tussen Jekaterinenburg en Tjoemen, al staat het verkeer hier de laatste jaren in de spits steeds vaker vast. Ook heeft de stad een wegverbinding met het noordelijker gelegen Asbest.

## Bezienswaardigheden
De stad bestaat uit twee delen, een noordelijk en een zuidelijk deel, die door een weg met elkaar zijn verbonden. De stad is een typische sovjetplaats met bijna alleen flatgebouwen, een industriegebied en een nabijgelegen tuincomplex. Op de flatgebouwen zijn vaak motieven aangebracht. De plaats heeft haar oorsprong in het noordelijke deel, waar zich de overheidsgebouwen en het oude centrum bevinden. Aan de noordzijde van het zuidelijke deel ligt het belangrijkste winkelcentrum. Ten oosten van de stad ligt het grootste tuinencomplex (ook aan andere zijden van de stad liggen tuincomplexen verspreid) en ten noorden daarvan het industrieterrein. Ten noorden van de stad ligt het terrein van de kerncentrale, die goed te zien is vanuit de plaats.

## Meer en omgeving
De stad ligt gesitueerd tussen bossen met berken en coniferen op een heuvel aan het Belojarskoje reservoir, dat vaak wordt aangeduid als 'het meer'. Het meer is populair om in te zwemmen, vissen (ook in de winter) en om te watersporten. De kwaliteit van het water is sinds het uiteenvallen van de Sovjet-Unie verbeterd door buitenlandse hulp (filterinstallaties in de kerncentrales) en de uitstoot van schadelijke stoffen ligt sindsdien ruim onder de toegestane waarden. De waarden in de omgeving worden constant in de gaten gehouden. Wel is er watervervuiling en luchtvervuiling door de industrieën van steden rond Zaretsjny, zoals Asbest, Berjozovski, Jekaterinenburg en Verchnjaja Pysjma, al valt dit mee door de filterende capaciteit van de bossen rond de plaats en door de grote afstand tot deze steden.
Ten zuidwesten van het meer ligt een sanatorium van de luchtmacht uit de Sovjettijd. Iets ten oosten van de stad ligt een grote mijngroeve waar gravel wordt gedolven voor de wegenbouw. Er zijn in de omgeving van de stad echter ook ertslagen aangetroffen van goud, koper, beril, asbest en andere steensoorten.
Het afvalprobleem van de stad wordt de laatste jaren steeds groter, wat zichtbaar is aan de rommel die overal rond de stad ligt.

## Bevolking
De bevolking bestaat vooral uit werknemers van de kerncentrale, waar ongeveer 4000 mensen werkzaam zijn. De kerncentrale wordt om haar unieke BN-600 reactor vaak bezocht door buitenlandse atoomwetenschappers en in de Sovjettijd hielpen werknemers uit de kerncentrale mee om kerncentrales te bouwen in onder andere Bulgarije, Cuba, Finland en Tsjechoslowakije. Ook trainde de kerncentrale werknemers voor kerncentrales in deze landen. Met de Tsjechen heeft de stad altijd een goede band gehad. Er staat zelfs een hotel voor Tsjechen uit Tachov, de vroegere partnerstad van Zaretsjny.
De stad heeft de laatste jaren steeds meer te maken gekregen met dronken mensen op straat. Dit komt onder meer doordat alcoholische dranken overal op elk moment van de dag zijn te verkrijgen en doordat er onvoldoende faciliteiten als cafés en discotheken zijn.

## Politiek
De stad heeft een burgemeester en een gemeentelijke Doema. De directeur van de kerncentrale heeft echter ook zeggenschap over een aantal publieke gebouwen en kan van hogerhand (bijvoorbeeld vanuit Minatom) bepalingen doorgeven die het gemeentebestuur moet doorvoeren.

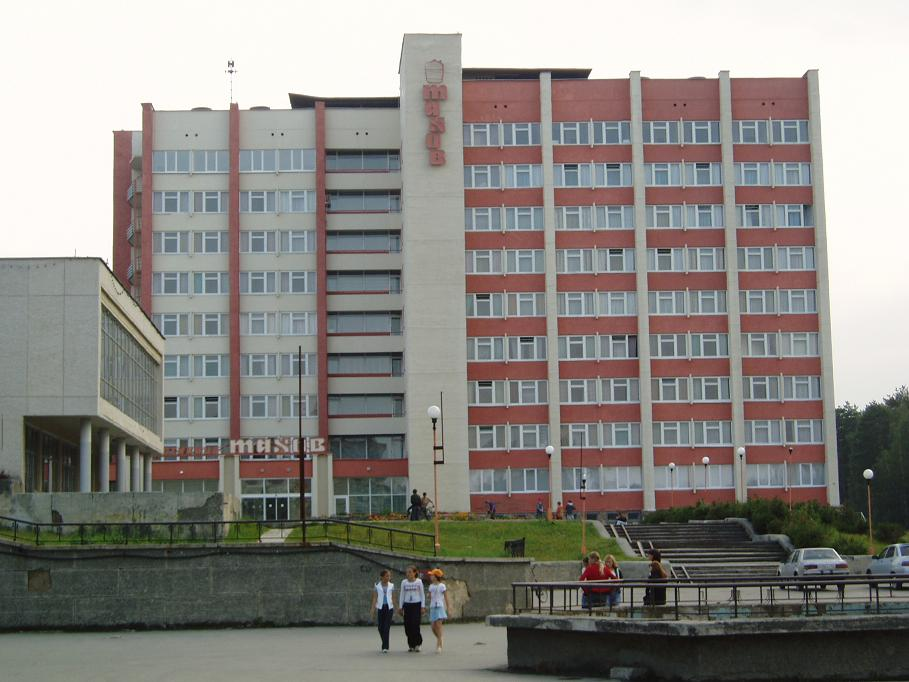
Tachovgebouw
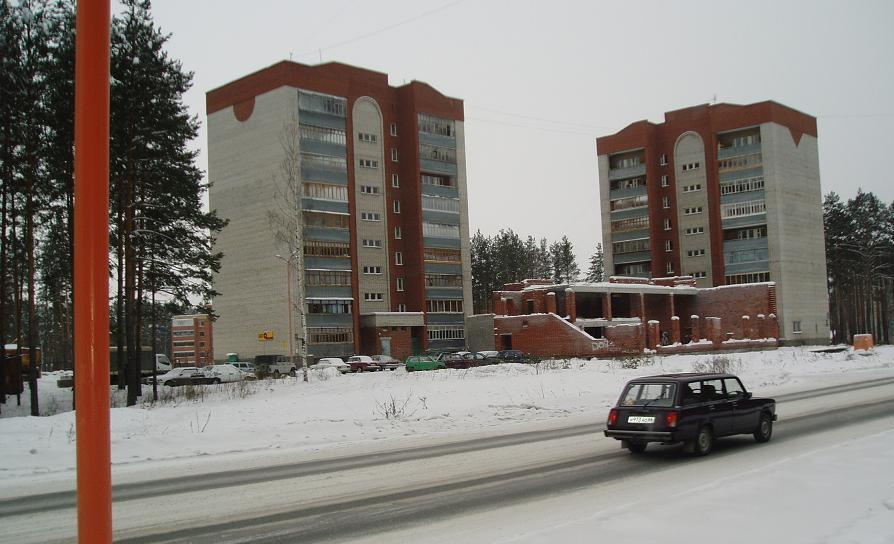
Gebouwen in Zaretsjny